# Griechische Wiesenotter
Die Griechische Wiesenotter (Vipera graeca) ist eine Art der Echten Ottern (Vipera), die im südlichen Albanien und im zentralgriechischen Bergland vorkommt.

## Merkmale
Sie gehört zu den kleineren Vipera-Arten und erreicht in Griechenland eine Länge von 43,5 Zentimeter, in Albanien wurden jedoch auch 60 Zentimeter lange Exemplare gefunden. Charakteristische Merkmale der Art sind die dreieckigen Ausbuchtungen des Zickzackstreifens auf der Rückenmitte, die nicht heller als die Flanken gefärbten Seiten des Rückens, die häufig fehlenden Flecken auf den Flanken, die nicht dunkel gefärbten Ränder der Lippenschilde (Labiale) und die geringste Schuppenanzahl innerhalb des Vipera ursinii-Artenkomplexes. So besitzen die Männchen der Griechischen Wiesenotter nur 20 bis 27 paarige Subcaudalschuppen, alle anderen Arten des Vipera ursinii-Artenkomplexes mit Ausnahme der Anatolischen Wiesenotter (Vipera anatolica) immer 27 oder mehr. Die Weibchen der Griechischen Wiesenotter haben 18 bis 21 paarige Subcaudalschuppen, die anderen, wieder mit Ausnahme der Anatolischen Wiesenotter, 20 oder mehr. Ihr Bauch ist weißlich oder hell braungrau gefärbt.

## Lebensraum und Lebensweise
Die Griechische Wiesenotter kommt ausschließlich auf Bergen in Höhen von 1600 bis 2000 Metern vor und hat dadurch ein stark zerstückeltes Verbreitungsgebiet. Ihr Lebensraum besteht aus subalpinem, oft baumlosen Grasland, durchsetzt mit Felsen und Steinhaufen. Die Jahresdurchschnittstemperatur liegt bei 6 °C und von September bis Mai/Juni weist ihr Verbreitungsgebiet eine Schneedecke auf. Die Strauchvegetation besteht vor allem aus Sadebaum, Ölbaumähnlichem Seidelbast und Tragant. An Gräsern sind verschiedene Arten der Schwingel, Rispengräser und Blaugräser vorhanden. Die Griechische Wiesenotter wird vor allem auf nach Süden geneigten Hängen in der Nähe von Sträuchern oder Steinhaufen gesehen. Sie ernährt sich vor allem von Heuschrecken und ist ovovivipar. Nachgewiesene Prädatoren der Schlange sind der Rotfuchs, der Turmfalke und der Schlangenadler.

## Systematik
Die Griechische Wiesenotter wurde 1988 durch die schwedischen Zoologen Göran Nilson und Claes Andrén als Unterart der Wiesenotter (Vipera ursinii) erstbeschrieben. 2017 bekam sie den Status einer eigenständigen Art, da die genetischen Unterschiede zwischen Griechischer Wiesenotter und anderen Arten des Vipera ursinii-Artenkomplexes, ermittelt an der mitochondrialen DNA, genau so groß sind, wie die Unterschiede zwischen Kreuzotter (Vipera berus) und Nordiberischer Kreuzotter (Vipera seoanei).

## Gefährdung
Aufgrund des sehr kleinen Verbreitungsgebietes, dessen Fläche nur etwa 620 km² umfasst, und der Aufsplitterung in 17 Subpopulationen, die durch Täler und Flüsse voneinander getrennt sind, wird der Bestand der Griechischen Wiesenotter von der IUCN als stark gefährdet (Endangered) beurteilt.